# Марсианская астробиологическая полевая лаборатория
Марсианская астробиологическая полевая лаборатория (АПЛ), (англ. Astrobiology Field Laboratory) — разрабатываемый беспилотный космический аппарат НАСА, который бы при помощи роботов смог провести необходимые исследования для поиска жизни на Марсе. Этот предлагаемый проект, который в данный момент не финансируется, должен был содержать приземление ровера на поверхность Марса, который в свою очередь и исследовал бы поверхность некоторых мест на красной планете на наличие жизни. Примерами таких мест могут являться активные или спокойные гидротермальные месторождения, сухие озера или полюса планеты.
Если бы осуществлялось финансирование, то марсоход должен был быть построен Лабораторией Реактивного Движения, базируясь на дизайне Марсианской научной лаборатории. Марсоход должен был нести оборудование, ориентированное на исследования в сфере астробиологии, а в идеале и специальный пустотелый бур, предназначенный для удаления почвы цилиндрами, схожий с кольцевой пилой. По первоначальным планам запуск аппарата должен был быть проведён в 2016 году, однако запуск может затянуться в связи с ограничением расхода бюджета и сокращением финансирования.